# Рьёкро
Рьёкро́ (фр. Rieucros) — коммуна во Франции, находится в регионе Юг — Пиренеи. Департамент коммуны — Арьеж. Входит в состав кантона Мирпуа. Округ коммуны — Сен-Жирон.
Код INSEE коммуны — 09244.

## Население
Население коммуны на 2008 год составляло 573 человека.
| 1962 | 1968 | 1975 | 1982 | 1990 | 1999 | 2008 |
| ---- | ---- | ---- | ---- | ---- | ---- | ---- |
| 362  | 363  | 354  | 387  | 403  | 437  | 573  |

## Экономика
В 2007 году среди 346 человек в трудоспособном возрасте (15—64 лет) 230 были экономически активными, 116 — неактивными (показатель активности — 66,5 %, в 1999 году было 65,2 %). Из 230 активных работали 197 человек (113 мужчин и 84 женщины), безработных было 33 (17 мужчин и 16 женщин). Среди 116 неактивных 28 человек были учениками или студентами, 47 — пенсионерами, 41 были неактивными по другим причинам.